# Schluchsee (municipio)
Schluchsee es un balneario climático en el Parque natural de la Selva Negra Meridional en el suroeste de Baden-Wurtemberg en las orillas del embalse del mismo nombre, el lago más grande de la Selva Negra.

## Geografía

### Ubicación geográfica
El territorio del municipio se extiende a una altitud de entre 700 y 1300 m s. n. m. El lugar más alto es el monte Schnepfhalde con 1299 m y el lugar más bajo la afluencia del arroyo Taubach en el Schwarza.

## Galería
|                                   |
| Schluchsee con puente ferroviario |

|                          |
| Estación, tren e iglesia |

|         |
| Iglesia |

|                             |
| Invierno con lago congelado |